# Buon pomeriggio (Canale 5)
Buon pomeriggio è stato un programma televisivo, in onda dal lunedì al venerdì dalle 17:10 alle 18:50 su Canale 5 nella stagione 2006-2007, condotto da Maurizio Costanzo.

## Il programma
Il programma contenitore, trasmesso in diretta dal Teatro Parioli di Roma, ha avuto inizio il 18 settembre 2006, in sostituzione di Verissimo, che nella stagione 2005/2006 era declinato negli ascolti, e che proprio nel settembre 2006 è stato ridimensionato come contenitore settimanale in onda solo al sabato pomeriggio dalle 15:30 alle 18:45, con la nuova conduzione di Silvia Toffanin.
Il programma fu sospeso a causa dei bassi ascolti il 13 aprile 2007.

### Contenuti
Il programma, prodotto dalla Fascino PGT e da Videonews, è stato l'erede, nei contenuti e nel cast (salvo l'assenza di Raffaele Morelli e di Umberto Broccoli), del precedente Tutte le mattine, (programma mattutino di Costanzo), ed è stato incentrato sugli ospiti e su coloro che telefonavano da casa, persone comuni che raccontavano la loro storia. Gli inviati in esterna del programma furono le showgirl Floriana Secondi Katia Pedrotti e Luca Piazza.